# 아야세 하루카
아야세 하루카(일본어: 綾瀬 はるか, 1985년 3월 24일~)는 일본의 배우이다. 한때 가수로도 활동했었다. 본명은 타데마루 아야(일본어: 蓼丸 綾)이다. 2000년 제25회 호리프로 탤런트 스카우트 캐러밴을 통하여 연예계에 데뷔하였다. 이후 《김전일 소년의 사건부》(2001)를 통해 배우로 활동하기 시작하였다. 데뷔 초반에는 배우로서의 활동보다는 그라비아 아이돌로서 주로 활동했다. 이후 2004년 드라마 《세상의 중심에서 사랑을 외치다》를 통해 배우로서 지명도를 높였다.

## 약력
2000년 제25회 호리프로 〈탤런트 스카웃 캐러밴〉에서 심사위원 특별상을 수상하며 연예계 데뷔. 연예계 활동을 위해 도쿄에 상경하였고, 히로시마현립 기온키타 고등학교에서 호리코시 고등학교로 전학 후 졸업하였고, 데이쿄 대학 단기대학을 다니다 중퇴했다. 데뷔 초에는 그라비아 아이돌 모델로서 주로 활동했다.
2001년 NTV 계열 드라마 《소년탐정 김전일》로 데뷔했다.
2003년 후지TV 계열 드라마 《내가 사는 길》에서 첫 연속 드라마 고정 출연.
2004년 영화판의 대히트 영향으로 제작된 TBS 계열 드라마 《세상의 중심에서 사랑을 외치다》의 오디션에서 723대1 경쟁률을 뚫고 주인공으로 발탁. 그동안의 그라비아 아이돌로의 이미지를 벗고, 배우로써 지명도를 높혔다.
2005년 연말에 제47회 빛난다! 일본 레코드 대상에서 사회를 맡았다.
2006년 고바야시 다케시가 프로듀스한 싱글 〈피리어드 (ピリオド)〉로 가수로 데뷔. 오리콘 싱글차트 8위를 기록했다.
2007년 NTV 계열 드라마 《호타루의 빛》으로 연속 드라마 첫 단독 주연. 2010년 시즌 2가 방송 후, 2012년 극장판 영화 버전이 공개 될 정도의 히트작이 되었다.
오리콘에서 조사한 〈연인으로 삼고 싶은 여성 유명인〉 랭킹의 2009년, 2011년, 2014년, 2015년, 2016년에 다섯 번의 1위를 차지했다. 또한, 2012년 TBS 계열 《퀴즈☆탤런트 명감》에서 〈금단의 연예인〉 가치 순위, 〈정말 사귀고 싶은 여자 연예인〉 1위에 선정되는 등 최고의 인기를 구가했다.
2013년 《야에의 벚꽃》으로 NHK 대하드라마 첫 출연과 주연을 완수했다. 연말에는 제54회 NHK 홍백가합전의 홍팀 사회를 맡았다.
2015년 출연작의 영화 《바닷마을 diary》가 제68회 칸 영화제 경쟁부문에 정식 출품되어, 공식 상영회에 참석했다. 연말에 제66회 NHK 홍백가합전의 홍팀 사회를 2년 만에 두 번째로 맡았다.
2016년 NHK 제작의 대하 판타지 드라마 《정령의 수호자》에서 주인공 바르샤 역을 맡았다. 자벨린 사용 경비원이라는 역할으로 인해 난투 장면도 공개되었다. 시즌 1부터 시즌 3(마지막 장)까지 연기했다.
2019년 제70회 NHK 홍백가합전에서 4년만의 세 번째 홍조 사회를 맡았다.
2021년 8월 31일 , 신형 코로나 바이러스 감염을 공표. 자택에서 요양하고 있었지만, 폐렴 증세로 인해 입원했다. 9월에는 1억엔의 투자 문제에 휘말려 있었던 것이 알려졌다.(자세한 내용은 아래 문단에서 설명한다)
2021년 10월 27일, 도쿄 드라마 어워드 2021 시상식에서 코로나 입원 이후 첫 공식석상에 등장했다.
2022년 《전 남친의 유언장》으로 게츠쿠 첫 출연 및 첫 주연을 맡았다.

## 인물·성격·교우관계
- 일본 연예기획사 호리프로에서 주최한 〈호리프로 탤런트 스카웃 캐러밴〉의 오디션에는 친구의 권유로 참가했다. 마음에 끌렸던 이유는 〈동아리의 휴식 핑계〉였다.[18] 당시 특기는 마땅한 것이 없었기 때문에 학교에서 유행했던 토끼 흉내를 냈다. 버라이어티 프로그램에 출연할 때 특기로 선보이기도 했다.[주 2][주 3]

- 예명은 인터넷에서 공모로 접수된 16,000건의 명칭 중 본인과 직원이 선정해, 2001년 2월 28일에 〈아야세 하루카 (綾瀬はるか)〉로 결정했다.[19]

- 매우 성실한 성격으로 연기에 대한 진지한 태도는 공연 배우, 스탭으로부터도 높이 평가된다. 연기에 대해 납득이 갈 때까지 감독과 논의도 한다. 또한 천연보케(타고난 멍청이)로 불리고도 있는데, 드라마 《호타루의 빛》에 출연한 후지키 나오히토는 그녀를 “선천적인 마이 페이스형이다. 잘 걸려 넘어지기 때문에”라고 말하고 있다. 《시마다 검정》에 출연했을 때는, 희귀한 답을 연발해 사회자인 시마다 신스케로부터 “너, 정말 바보잖아”라고 들었다. 또한 《SMAPxSMAP》에서는 기무라 타쿠야와 나카이 키이치로부터 아야세가 벤가루에게 “하프입니까?”라고 물었다고 하는 것이나 “지코는 예명입니까?”라는 과거의 발언을 지적했다. 이외에도 영화 《해피 플라이트》의 첫날 무대 인사에서 후키이시 카즈에로부터 〈주위의 모든 사람을 지적해 버리는 (보케 역할)의 캐릭터〉라고 언급되었고, 영화의 주요 출연진들도 아야세의 선천적인 바보의 모습을 말하곤 했다. 또한 테라지마 시노부는 아야세가 주위 사람의 말을 잘 듣지 않고 〈이상한 생물〉을 매일 관찰하는 모습에, 후키이시와 함께 아야세를 놀렸다고 촬영 때의 에피소드를 전했다. 하지만 천연이라고 알려져 있는 것에 대해 본인은 〈천연이 아니다〉고 말하고 있다.[주 4][20][21] 한편 2015년 11월 26일에 발표된 NHK 홍백가합전 기자회견에서 첫 출전을 결정한 노기자카46의 리더 사쿠라이 레이카가 아야세의 흉내를 선보였던 결과, “죄송합니다, 그것은 연예인의 후쿠다 아야노 씨가 당하고있는 흉내지요?”라고 태클을 걸어, 회장의 분위기를 웃음으로 포장하는 일면이 재빨리 백조 사회의 V6·이노하라 요시히코가 “그 노력에 울 것입니다.”라고 사쿠라이를 위로했다.[22]

- 존경하는 여배우는 야치구사 카오루, 마츠 타카코,[23] 후카츠 에리, 키키 키린 등. 좋아하는 배우는 코히나타 후미요,[24] 이타야 유카는 드라마 《호타루의 빛》의 공동 출연 이후 친해진 사이이며,[25] 모치다 카오리(같은 생일)와는 함께 발레 학원에 다니는 사이이다. 타베 미카코와는 함께 식사를 자주할 정도로 친밀한 사이다.[주 5] 또한 영화 《바닷마을 diary》에서 공연한 나가사와 마사미와도 사이가 좋고, 나가사와를 〈마사루 상 (まさるちゃん)〉이라고 부르고 있다.[26] 《타임슬립 닥터 진》에서 공동 출연한 이후 나카타니 미키도 친분이 있다.[27]

- 2011년 동일본 대지진과 연속 후쿠시마  1 원자력 발전소 사고 이후 제작된 2013년의 NHK 대하드라마 《야에의 벚꽃》에서 주인공이 되는 아이즈와카마쓰시 출신의 니이지마 야에를 연기한 이후, 후쿠시마현을 중심으로 한 피해 지역의 지원 활동을 계속하고 있다. 사회를 맡고 있던 2013년 《NHK 홍백가합전》에서는 NHK의 지진 재해 부흥 지원 곡인 〈꽃은 핀다〉를 가창.[28] 2014년부터 아야세가 후쿠시마현 내 각지를 방문하고, 지역 주민과의 교류를 가지는 〈후쿠시마에 사랑을〉이 일시적으로 NHK에서 방송되고 있다. 아이즈와카마쓰시에서 매년 개최되는 〈아이즈 축제〉는 2014년부터 시내를 퍼레이드하는 아이즈 공공 행렬에 참여를 계속하였으나, 신형 코로나 바이러스 감염 증상의 세계적인 확대에 따라 중단됐다. 2020년에는 실내 행사에 참석하여 7년 연속 이벤트 참여가 되었다. 2021년은 코로나 감염 확대로 아이즈와카마쓰시에서 아야세의 초대를 보류했다.

- 2019년 절세 대책을 위해 소속 사무소인 호리프로와는 별도로 개인 사무소를 설립하고 어머니가 대표이사, 오빠가 이사로 취임했다.[29] 회사의 경영에 정통하지 않은 어머니는 경영에 돈에 관한 상담은 아야세가 현지에서 친분이 있던 세무사에 자산 관리를 맡기고 있었지만, 2021년에 이 세무사가 어머니에게 가상의 투자 대화를 계속하면서 1억엔을 가로채는 사태가 발생했다.[30][31][32] 또한 이 세무사의 아들이 도내에서 아야세 본인을 담당하고 있었기 때문에 소동이 확대되어 7월에 도내의 초밥 가게에서 아들과 아야세가 3시간 동안 대화를 하고 있었다고 보도되었다.[33][34]

### 에피소드
- 2004년경까지는 그라비아 아이돌 모델로 활동을 주로 하고 있었다. 사진집이나 주간지에서 피부를 대담한 노출하거나 〈코스모 엔젤〉 등의 로컬 프로그램의 전력 투구의 캐릭터가 인기를 얻었다. 하지만 데뷔 후 1년 동안 일에 대한 스트레스 등으로부터 약 7kg 체중이 늘어 후지 TV 계열 프로그램 《뷰티 콜로세움》에서 다이어트에 실패하면 은퇴하겠다는 기획하에 그라비아 아이돌의 직함으로 참가했다. 1개월과 3주에서 8kg 이상 다이어트를 감행하는 등 일도 있었다. 그 후 여배우로서 평가되는 것에 따라 그라비아 활동은 줄었지만 현재도 주간지 등에서 섹시한 자태를 피력하고 있다.

- 드라마 《세상의 중심에서 사랑을 외치다》에서는 먼저 공개된 영화판에서 같은 역할을 맡은 나가사와 마사미와 똑같이 삭발을 감행하였다. 그 밖에도 작중의 역할에 맞추기 위해 체중을 증감시키는 등의 역할 연구를 했다.[24]

- 드라마 《사슴 남자》의 촬영 중, 인생에 대해 생각이 많았기 때문에 함께 출연한 코다마 키요시와 심야까지 삶에 대해 이야기를 나누는 것이 많이 있었다.[주 6]

- 추위를 잘 타는 편이며, 냉방이 완비된 객실용 슬리퍼는 여름에는 필수품이다.[35]

- 뉴질랜드에서 간첩으로 오인받아 1일 구속된 적이 있다.[36]

- 영화 《싸이보그 그녀》에서 경극의 무대에 섞여 온 장면에서 무대 소매에 사교성 때 암막 숨은 철근에 부딪혀 코뼈가 부러졌다. 이 장면은 본편에서도 확인할 수 있다.[37]

- TBS 계열에서 제작된 다큐멘터리에 연이어 출연하여 극우 논란이 생겼다. 하지만 해당 다큐는 히로시마 원폭 투하 피해자 행세보다는 오히려 원폭 피해를 조명하면서 반전 메시지를 주는 정도에 그치는 수준이다. 상술한 다큐에서 〈조상님들의 희생을 잊지 않겠다〉며 눈물을 흘리는 모습을 보여 논란이 되었다. 하지만 해당 장면은 실제로는 타 프로그램에서 암 환자의 사투를 보고 눈물 흘린 장면을 편집한 악의적 짜깁기다.[38][39]

## 출연 작품
역할의 굵은 표시는 주연 작품

### 드라마
| 방송일자               | 제목                                                           | 역할                            | 방송사      | 비고      |
| ---------------------- | -------------------------------------------------------------- | ------------------------------- | ----------- | --------- |
| 2001년 7월 ~ 9월       | 김전일 소년의 사건부                                           | 니노미야 토모코                 | NTV         | 데뷔작    |
| 2002년 11월 23일       | 문화청 예술제 참가 작품 〈바람의 본에서〉                      | 스기무라 아키                   | NHK         | 단편      |
| 2003년 1월 ~ 3월       | 내가 사는 길                                                   | 스기타 메구미                   | 후지 TV     |           |
| 2003년 4월 8일         | 정말로 있었던 무서운 이야기 봄의 공포 미스터리 〈어둠의 전화〉 | 오노세 미사키                   | 후지 TV     | 단편      |
| 2003년 4월 ~ 6월       | 블랙잭에게 안부를                                              | 츠바키 리사코                   | TBS         |           |
| 2003년 5월 3일         | 남탐~고보이저쇼의 권                                           | 마츠우라 미나                   | 후지 TV     | 단편      |
| 2003년 7월 ~ 9월       | 행복의 왕자                                                    | 미츠이시 마유                   | NTV         |           |
| 2003년 12월 27일       | 태합기 원숭이라 불리는 남자                                    | 시노                            | 후지 TV     | 단편      |
| 2004년 1월 ~ 3월       | 그것은 갑자기 폭풍처럼                                         | 마키노 사호                     | TBS         |           |
| 2004년 2월 11일        | P&G 팬틴 드라마스페셜 〈겨울 하늘에 달은 빛난다〉              | 이마미야 하나코                 | 후지 TV     | 단편      |
| 2004년 2월 14일        | 정말로 있었던 무서운 이야기 〈횡단 보도 기담〉                 | 나카무라 치사토                 | 후지 TV     | 단편      |
| 2004년 5월 3일 ~ 6일   | 극한 추리 콜로세움                                             | 시노자키 아미 (히로인)          | 요미우리 TV | 단편      |
| 2004년 7월 ~ 9월       | 세상의 중심에서 사랑을 외치다                                  | 히로세 아키 (히로인)            | TBS         |           |
| 2004년 9월 17일        | 세상의 중심에서 사랑을 외치다 특별편~17년만의 졸업~            | 히로세 아키 (히로인)            | TBS         | 단편      |
| 2005년 4월 ~ 6월       | 너무 귀여워                                                    | 마시바 미치루 (히로인)          | TBS         |           |
| 2005년 10월 4일 ~ 6일  | 붉은 시리즈 2005 〈붉은 운명〉                                 | 시마자키 나오코                 | TBS         | 단편      |
| 2006년 1월 2일 ~ 3일   | 사토미팔견전                                                   | 하마지                          | TBS         | 단편      |
| 2006년 1월 ~ 3월       | 백야행                                                         | 카라사와 유키호 (히로인)        | TBS         |           |
| 2006년 7월 3일         | HERO 특별편                                                    | 이즈미타니 리리코               | 후지 TV     | 단편      |
| 2006년 10월 ~ 12월     | 단 하나의 사랑                                                 | 츠키오카 나오 (히로인)          | NTV         |           |
| 2007년 7월 ~ 9월       | 호타루의 빛                                                    | 아메미야 호타루                 | NTV         |           |
| 2008년 1월 ~ 3월       | 사슴남자                                                       | 후지와라 미치코 (히로인)        | 후지 TV     |           |
| 2008년 4월 ~ 7월       | 루키즈                                                         | 미코시바 쿄코                   | TBS         | 우정 출연 |
| 2009년 3월 21일 ~ 22일 | 쿠로베의 태양                                                  | 쿠로마츠 사치에                 | 후지 TV     | 단편      |
| 2009년 5월 ~ 7월       | 미스터 브레인                                                  | 유리 카즈네 (히로인)            | TBS         |           |
| 2009년 8월 28일        | 정말로 있었던 무서운 이야기 〈원한의 대상〉                    | 시노 마유미                     | 후지 TV     | 단편      |
| 2009년 10월 ~ 12월     | JIN-진-                                                        | 타치바나 사키 (히로인)          | TBS         |           |
| 2010년 7월 ~ 9월       | 호타루의 빛 2                                                  | 아메미야 호타루                 | NTV         |           |
| 2011년 4월 ~ 6월       | JIN-진- 2                                                      | 타치바나 사키 (히로인)          | TBS         |           |
| 2011년 10월 ~ 12월     | 남극대륙                                                       | 다카오카 미유키 (히로인)        | TBS         |           |
| 2013년 1월 ~ 12월      | 대하드라마 〈야에의 벚꽃〉                                     | 니이지마 야에                   | NHK 종합    |           |
| 2014년 10월 ~ 12월     | 오늘 회사 쉬겠습니다                                           | 아오니시 하나에                 | NTV         |           |
| 2016년 1월 ~ 3월       | 나를 보내지 마                                                 | 호시나 쿄코                     | TBS         |           |
| 2016년 ~ 2018년        | 개국 90주년 대하 판타지 〈정령의 수호자〉                      | 바르사                          | NHK 종합    |           |
| 2017년 10월 ~ 12월     | 부인은, 취급주의                                               | 이사야마 나미                   | NTV         |           |
| 2018년 7월 ~ 9월       | 의붓 엄마와 딸의 블루스                                        | 이와키 아키코                   | TBS         |           |
| 2019년 1월 ~ 12월      | 대하드라마 〈이다텐~도쿄 올림픽 이야기~〉                      | 하루노 스야 (히로인)            | NHK 종합    |           |
| 2020년 1월 2일         | 〈의붓 엄마와 딸의 블루스〉 2020년 근하신년 스페셜             | 이와키 아키코                   | TBS         | 단편      |
| 2021년 1월 ~ 3월       | 천국과 지옥~사이코 두 사람~                                    | 모치즈키 아야코 / 히다카 하루토 | TBS         |           |
| 2021년 3월 6일         | 당신의 옆에서 내일이 웃는다                                    | 마시로 아오                     | NHK 종합    | 단편      |
| 2022년 1월 2일         | 〈의붓 엄마와 딸의 블루스〉 2022년 근하신년 스페셜             | 이와키 아키코                   | TBS         | 단편      |
| 2022년 4월 ~ 6월       | 전 남친의 유언장                                               | 켄모치 레이코                   | 후지 TV     |           |
| 2024년 1월 2일         | 〈의붓 엄마와 딸의 블루스〉 FINAL 2022년 근하신년 스페셜       | 이와키 아키코                   | TBS         | 단편      |
| 2022년 1월 5일 ~       | 대하드라마 〈베라보 ~츠타쥬 영화의 꿈 이야기~〉                | 이야기                          | NHK 종합    |           |
| 2025년 6월 21일 ~      | 혼자서 죽고 싶어                                               | 야마구치 나루미                 | NHK 종합    |           |

### 영화
| 개봉일자         | 제목                             | 역할                     | 배급사                      | 비고      |
| ---------------- | -------------------------------- | ------------------------ | --------------------------- | --------- |
| 2002년 12월 28일 | Jam Films 〈JUSTICE〉            | 여고생 호시              | 쇼게이트                    | 단편 영화 |
| 2004년 11월 13일 | 아메마스의 강                    | 타카쿠라 사유리          | 미코토 & 바사라             |           |
| 2005년 3월 27일  | Jam Films S 〈NEW HORIZON〉      | 사요코                   | 팬텀 필름                   | 단편 영화 |
| 2005년 6월 11일  | 전국자위대 1549                  | 노히메                   | 도호                        |           |
| 2006년 1월 27일  | 먹을 생각없어                    | 나나오                   | 빅터 엔터테인먼트           |           |
| 2007년 9월 8일   | 극장판 HERO                      | 이즈미타니 리리코        | 도호                        |           |
| 2008년 5월 31일  | 싸이보그 그녀                    | 그녀                     | 가가                        |           |
| 2008년 6월 7일   | 매직 아워                        | 시카마 나츠코            | 도호                        |           |
| 2008년 10월 25일 | ICHI                             | 이치                     | 워너 브라더스 영화          |           |
| 2008년 11월 18일 | 해피 플라이트                    | 사이토 에츠코 (히로인)   | 도호                        |           |
| 2009년 4월 18일  | 가슴 배구단                      | 테라지마 미카코          | 워너 브라더스 영화 / 도에이 |           |
| 2009년 5월 30일  | 극장판 루키즈 -졸업-             | 미코시바 쿄코            | 도호                        | 특별 출연 |
| 2010년 10월 16일 | 더 인사이트 밀: 7일간의 데스게임 | 스와나 쇼코 (히로인)     | 워너 브라더스 영화          |           |
| 2011년 5월 28일  | 프린세스 토요토미                | 토리아 타다코 (히로인)   | 도호                        |           |
| 2012년 6월 9일   | 극장판 호타루의 빛               | 아메미야 호타루          | 도호                        |           |
| 2012년 8월 25일  | 당신에게                         | 하마사키 나오코          | 도호                        |           |
| 2012년 9월 1일   | 비밀의 아코짱                    | 카가미 아츠코 (아코)     | 쇼치쿠                      |           |
| 2013년 6월 1일   | 리얼 완전한 수장룡의 날          | 카즈 아츠미              | 도호                        |           |
| 2014년 5월 31일  | 만능감정사 Q의 사건부            | 린다 리코                | 도호                        |           |
| 2015년 6월 13일  | 바닷마을 diary                   | 코다 사치                | 도호 / 가가                 |           |
| 2015년 10월 24일 | 갤럭시 가도                      | 노에 (히로인)            | 도호                        |           |
| 2016년 6월 4일   | 코다이가의 사람들                | 히라노 키에              | 도호                        |           |
| 2016년 12월 10일 | 해적이라 불린 사나이             | 쿠니오카 유키 (히로인)   | 도호                        |           |
| 2017년 1월 14일  | 혼노지 호텔                      | 쿠라모토 마유코          | 도호                        |           |
| 2018년 2월 10일  | 오늘 밤, 로맨스 극장에서         | 미유키                   | 워너 브라더스 영화          |           |
| 2021년 3월 19일  | 극장판 부인은, 취급주의          | 이사야마 나미            | 도호                        |           |
| 2022년 6월 10일  | 네, 수영할 수 없습니다           | 우스하라 시즈카 (히로인) | 도쿄 테아토르 / 리틀 모어   |           |
| 2023년 1월 27일  | THE LEGEND ＆ BUTTERFLY          | 노히메 (히로인)          | 도에이                      |           |
| 2023년 8월 11일  | 리볼버 릴리                      | 오소네 유리              | 도에이                      |           |
| 2024년 11월 8일  | 루트29                           | 톤보                     | 도쿄 테아토르 / 리틀 모어   |           |

### 애니메이션
| 개봉/방송일자   | 제목                        | 역할              | 배급사/방송사        | 비고                                 |
| --------------- | --------------------------- | ----------------- | -------------------- | ------------------------------------ |
| 2004년 12월 4일 | 인크레더블                  | 바이올렛 (히로인) | 월트 디즈니 스튜디오 | 미국 장편 애니메이션 / 일본어판 더빙 |
| 2009년 8월 22일 | 잃어버린 마법의 섬 홋타라케 | 하루카            | 도호                 | 극장판 애니메이션                    |
| 2018년 8월 1일  | 인크레더블 2                | 바이올렛 (히로인) | 월트 디즈니 스튜디오 | 미국 장편 애니메이션 / 일본어판 더빙 |
| 2025년 2월 7일  | 와일드 로봇                 | 로즈              | 도호 도와 / 가가     | 미국 장편 애니메이션 / 일본어판 더빙 |

## 그 외 출연

### 다큐멘터리
- TBS 개국 50주년 기념 특별기획 〈전후 60년 특별 기획~히로시마〉 (2005년 8월 5일, TBS)
- NEWS23X 특별기획 〈아야세 하루카가 떠올리는 전쟁의 기억~65년차의 증언~〉 (2010년 5월 10일, 매월 몇 차례 정기적으로 방송, TBS)
- 청춘의 단어 바람 거리의 노래 No.1 히트 메이커 작사가 마츠모토 타카시 40년~ (2010년 5월 26일, NHK 종합)
- NEWS23 아야세 하루카 〈전쟁〉을 듣고 (TBS)
  - NEWS23X 스페셜 〈아야세 하루카 전쟁을 듣는~진주에 흩어진 사랑〉 (2010년 12월 12일)
  - NEWS23 아야세 하루카 〈전쟁〉을 듣고 원폭 직후에 태어난 생명 (2013년 8월 6일 ~ 8월 8일)
  - NEWS23 아야세 하루카 〈전쟁〉을 듣고 #16 - #18 (2014년 8월 6일·8월 7일·8월 13일)
  - NEWS23 아야세 하루카 〈전쟁〉을 듣고 원폭 고아가 산 전후 (2016년 8월 15일)
  - NEWS23 아야세 하루카 〈전쟁〉을 들은 지도에서 지워진 비밀의 섬 (2017년 8월 15일)
  - NEWS23 아야세 하루카 〈전쟁〉을 듣고 말하지 않았던 여자들 (2018년 8월 15일)
  - NEWS23 아야세 하루카 〈전쟁〉을 듣고 히로시마에 원폭이 투하된 날 (2019년 8월 6일)
  - NEWS23 아야세 하루카 〈전쟁〉을 듣고 도쿄 다모이~시베리아 억류자들의 기억 (2019년 8월 15일)
  - NEWS23 아야세 하루카 〈전쟁〉을 듣는다 전후 75년 〈아야세 하루카×전쟁×고교생〉 (2020년 8월 12일)
  - NEWS23 아야세 하루카 〈전쟁〉을 듣는다 영어로 전하는 히로시마 (2021년 8월 6일)
  - NEWS23 아야세 하루카 〈전쟁〉을 듣는 진주만 공격 80년째의 증언 (2021년 8월 11일)
  - NEWS23 아야세 하루카 〈전쟁〉을 듣는다 진주만 공격 80년 약혼자는 하와이에 흩어졌다 (2021년 8월 12일)
  - NEWS23 아야세 하루카 〈전쟁〉을 듣는다~히로시마로부터 우크라이나에 “기도”~ (2022년 8월 8일)
  - NEWS23 아야세 하루카 〈전쟁〉을 듣는다~해바라기의 소원~ (2023년 8월 14일)
  - NEWS23 아야세 하루카 〈전쟁〉을 듣는~침몰된 민간의 배~전 선원이 말한 알려지지 않은 비극이란 (2024년 8월 13일)
- 빛나는 여자 (2012년 12월 2일 (전편), 2012년 12월 9일 (후편), NHK BS 프리미엄)
- 지금, 동북(도호쿠) (2012년 12월 ~ 2013년 가을, NHK)
- 내일 1min. 아야세 하루카의 〈후쿠시마를 사랑해〉 (2014년 4월 30일, NHK 종합)[40]
- TBS 텔레비전 60주년 특별 기획 〈만들기 일본의 기적〉 (2015년 3월 23일 ~ 3월 26일, 3월 28일, TBS) - MC
- 전후 70주년 특별 프로그램 〈비~잊지 마라. 너희를~〉 (2015년 8월 1일, 히로시마 TV 제작, NTV 계열) - 낭독
- 천의 증언 스페셜 내 거리도 전장이었다 2 〈가족과 전쟁〉 (2015년 8월 15일, TBS) - 진행
- 제조 일본의 기적 일장기 기술이 올림픽을 바꾼 활기가 생기는 60년 이야기 (2016년 9월 3일, TBS) - 진행
- 목격! 일본 〈‘마을은 없어졌다’~서일본 호우 한계 취락의 반년~〉 (2019년 2월 3일, NHK 종합) - 내레이션
- 아야세 하루카와 도전자 빌리 엘리엇 약동하는 4명의 소년과 격동의 무대 뒤 (2020년 8월 22일, TBS)
- 하루카 카나타 - 인생을 즐기는 힌트를 만날 수 있는 여행에 함께 (NHK BS 프리미엄)
  - 제1회 프랑스 마담의 행복 레시피[ (2023년 8월 26일)
  - 제2회 하와이 행복은 코부 알로하의 바람 (2024년 1월 13일)
  - 제3회 이탈리아 행복 레시피 받습니다 (2024년 12월 5일)

### 음악 방송
- 제47회 빛난다! 일본 레코드 대상 (2005년 12월 31일, TBS) - 사회
- NHK 홍백가합전 (NHK 종합)
  - 제63회 (2012년 12월 31일) - 심사위원
  - 제64회 (2013년 12월 31일) - 홍팀 사회
  - 제66회 (2015년 12월 31일) - 홍팀 사회
  - 제70회 (2019년 12월 31일) - 홍팀 사회

### 버라이어티
- 품장내각 (2001년 ~ 2002년, TBS) - 고정 출연
- 코스모★엔젤 (2002년, 도카이 TV) - 고정 출연, 하루카 역
- 소점 신춘특집 〈설날이야!〉 (2017년 ~ , NTV)
  - 〈고토부키오기리〉에 매년 게스트로 출연, 방석 운반과 사회 보좌를 담당. 2020년에는 하야시 야키쿠오의 지도 아래 고전 만담의 ‘어버이(たらちね)’를 선보였다.[41] 2021년에는 〈고토부키오기리〉와 미니 코너 〈하루카의 방〉에서 단독 사회를 맡았다.[42]

### 라디오
- 야마다 히사시의 라디안 리미티드 DX (매주 목요일) 〈아야세 하루카 라디오 days〉 (2006년 8월 ~ 11월, TOKYO FM)
- the Burn FM yokohama ※망고 상자를 당길 때의 음성으로 등장

### PV
- Mr.Children 〈미래 (未来 미라이[*])〉 (2005년)

### 광고(CM)
기업 브랜드의 굵은 글씨 표시는 현재 출연 광고
- P&G 재팬
  - 팬틴 샴푸 (2003년 ~ 2015년)
  - 맥스 팩터 (2006년 ~ 2011년)
  - SK-II (2011년 ~ )
  - 레노아 해피니스 (2014년 ~ )
- 오츠카 제약 〈포카리 스웨트〉 (2005년 ~ 2006년)
- 코나카 〈취업 & 후렛슈만 응원 페어〉 (2005년 ~ 2006년)
- 에자키 글리코
  - 자이언트 콘 (2007년 ~ )
  - 소재맛 프리츠 (2008년) - 카미지 유스케와 공동출연
  - 도톤보리 글리코 로그인 (2014년)
  - 스키파니 〈스마일〉편 (2019년)
  - 가위 바위 보 글리코 2020 (2020년)
  - BifiX 요구르트 (2019년 4월 ~ )
- 파나소닉
  - VIERA TV (2007년 ~ 2010년) - 코유키와 공동출연
  - VIERA 원세그 (2009년 ~ )
  - LUMIX 카메라 (2010년 ~ ) - 사토 타케루와 공동출연
  - 전자동 DIGA (2015년 ~ )
  - 의류 증기선 (2018년 ~ )
  - Strada 10인치 대화면 내비게이션 컨셉 동영상 (2019년 ~ ) - 히가시 메이의 교통 광고를 중심으로 역 구내나 기차, 택시의 디지털 간판에서 방영되었다.
  - Panasonic NEWS FACTORY (2019년)
  - Panasonic NEWS FACTORY 제2탄 (2020년)
- 도요타 자동차 〈랙티스〉 (2007년 ~ 2008년) - 유즈와 공동출연
- 기린 음료 〈생차〉 (2008년 ~ 2010년) - 야쿠쇼 코지, 오구리 슌과 공동출연
- 일본 켄터키 프라이드 치킨(KFC) 〈창업 40주년 기념 캠페인〉 (2010년 ~ 2014년)
- 일본 생명보험 (2010년 ~ )
- 일본 코카-콜라
  - 아쿠아리어스 비타민 가드 (2011년 ~ 2013년)
  - 소비켄차 (2013년 ~ 2015년)
  - 일본의 우롱차츠무기 (2016년)
  - 코카콜라 (2017년 ~ )
  - 카라다메구리차 모이스티아 (2020년)
  - 스티키 레몬 사워 레몬 홀 (2023년)
  - 코스타 커피 (2024년 3월 ~ )
- 타케다 약품 〈벤자부롯쿠 시리즈〉 (2011년 ~ )
- 닌텐도 DS
  - 슈퍼 마리오 3D 랜드 (2011년 ~ 2012년)
  - New 슈퍼 마리오 브라더스 2 (2012년)
- 세이코(SEIKO)
  - 루키아 (2014년 ~ 2020년)
  - 세이코 워치 기업 CM 〈확실한 시간을 이어간다~2021년 SEIKO 140주년을 맞이합니다 ‘자, 140년의 앞으로.’편〉 (2020년 8월)
- 브리지스톤 (2015년 ~ 2018년)
- 깃코만 〈언제나 신선한 갓짠 생 간장〉 (2017년 ~ )
- 전일본공수 〈FEEL THE SKY〉 〈ANA Hawaii〉 (2018년 ~ 2019년) - CA (커뮤니케이션 수행자)
  - ANA 세일즈 〈ANA 여행자〉
- 유니클로 (2021년 ~ ) - 스페셜 앰배서더
- NTT 도코모
  - 기업 CM 〈당신과 세계를 바꾸어 간다.〉 (2021년 7월)
  - NTT 도코모 〈home5G〉 (2021년 8월)
  - 도코모 미래 프로젝트 (2024년 3월 27일 ~ )
- 후지 베이킹 (2023년 7월 1일 ~ )

## 음반

### 싱글
| 순서 | 발매일          | 제목                 | 규격번호    | 규격번호   | 오리콘 최고 순위 |
| 순서 | 발매일          | 제목                 | 초회 한정반 | 통상반     | 오리콘 최고 순위 |
| ---- | --------------- | -------------------- | ----------- | ---------- | ---------------- |
| 1st  | 2006년 3월 24일 | ピリオド 마침표      | VIZL-168    | VICL-35960 | 8위              |
| 2nd  | 2006년 9월 13일 | 交差点days 교차로day | VIZL-197    | VICL-36096 | 8위              |
| 3rd  | 2007년 12월 5일 | 飛行機雲 비행기 구름 | VIZL-263    | VICL-36283 | 23위             |
| 4th  | 2010년 8월 11일 | マーガレット 마가렛  | VIZL-391    | VICL-36607 | 20위             |

### 음악 전달
| 발매일         | 제목                             | 비고                                                                                            |
| -------------- | -------------------------------- | ----------------------------------------------------------------------------------------------- |
| 2010년 5월 5일 | 赤いスイートピー 붉은 스위트피   | 마츠다 세이코 곡을 리메이크, CD 〈마츠모토 타카시에 바친다 -카자마치 DNA-〉의 4번 트랙에도 수록 |
| 2010년 8월 4일 | 木綿のハンカチーフ 목면의 손수건 | 오오타 히로미 곡을 리메이크, CD 〈마가렛〉의 3번 트랙에도 수록                                  |

### 참가 작품
| 발매일          | 작품명                                  | 아티스트      | 곡                               | 비고                 |
| --------------- | --------------------------------------- | ------------- | -------------------------------- | -------------------- |
| 2010년 5월 12일 | 마츠모토 타카시에 바친다 -카자마치 DNA- | 아야세 하루카 | 木綿のハンカチーフ 목면의 손수건 | 오오타 히로미의 커버 |

### DVD
- 아야세 하루카 〈JUMP!~호리프로 스카우트 캐러밴〉 (2001년 5월 23일, Bob)
- 아야세 하루카 〈treasure~보물〉 (2002년 6월 5일, 포니캐년)
- 아야세 하루카 〈...흔들리는 17세〉 (2003년 2월 28일, hmp)
- 아야세 하루카 주간 영 선데이 프리미엄 〈Good Day〉 (2004년 6월 16일, 쇼가쿠칸 / 포니캐년)

## 서적

### 사진집
- birth (2001년 11월 1일, 슈에이샤) ISBN 978-4-08-780338-9
- 한여름....아야세 하루카 사진집 (2002년 12월, 미디어 크라) ISBN 978-4-89-461926-5
- HEROINE (2004년 7월 23일, 쇼가쿠칸) ISBN 978-4-09-372101-1
- tea spoon Vol.2 fanciful~featuring 아야세 하루카~ (2006년 2월, 퓨어 비전 / 카도카와 서점) ISBN 978-4-04-894057-3
- Float (2008년 4월 2일, 와니북스) ISBN 978-4-84-704069-6
- Haruka Ayase in Cyborg she 〈내 여자 친구는 싸이보그〉 공식 가이드 북 (2008년 6월 16일, 고마북스) ISBN 978-4-77-710963-0
- 아야세 하루카 in 〈ICHI〉 (2008년 10월 22일, 도쿄 뉴스 통신사) ISBN 978-4-86336-028-0
- 아야세 하루카 in 〈가슴 배구〉 공식 PHOTO 북 (2009년 4월 14일, 도쿄 뉴스 통신사) ISBN 978-4-86336-052-5
- HARUKA (2012년 6월 5일, 코단샤) ISBN 978-4-06-217803-7
- 영화 〈비밀의 아코짱〉 공식 비주얼 북 (2012년 8월 21일, 쇼가쿠칸) ISBN 978-4-09-103224-9
- 원색 (2012년 12월, 문예춘추) ISBN 978-4-16-375900-5
- Document (2014년 5월 31일, KADOKAWA) ISBN 978-4-04-110753-9
- MOMENTO (2014년 9월 22일, 슈에이샤) ISBN 978-4-08-780715-8
- SEA STORIES Haruka Ayase (2015년 3월 30일, 타카라지마사) ISBN 978-4-80-023072-0
- Document 2015-2018 (2018년 9월 14일, KADOKAWA) ISBN 978-4-04-896374-9
- BREATH (2017년 4월 14일, 슈에이샤) ISBN 978-4-08-780810-0
- 하루카 / 이세카이
  - 01 타이완 (2019년 8월 28일, 코단샤) ISBN 978-4-06-516750-2
  - 02 하와이 (2020년 1월 29일, 코단샤) ISBN 978-4-06-517172-1
  - 03 리스본 (2020년 6월 30일, 코단샤) ISBN 978-4-06-518113-3

### 잡지·신문 (인터뷰, 그라비아 등)
- tea spoon Vol.2 (2006년, 카도카와 서점)
- 아사히 신문 2008년 10월 17일 석간·금요일 엔터 〈오싹한 절대 미인〉
- 아야세의 책 (잡지 〈with〉 연재)

### 다큐멘터리 서적
- TBS 텔레비전 NEWS23 취재반편 〈아야세 하루카 ‘전쟁’을 듣고〉 (2013년 4월 19일, 이와나미주니어신간) ISBN 978-4-00-500741-7
- TBS 텔레비전 NEWS23 취재반편 〈아야세 하루카 ‘전쟁’을 듣고 II〉 (2016년 7월 21일, 이와나미주니어신간) ISBN 978-4-00-500835-3

## 수상 경력
| 연도   | 시상식                                | 부문                                            | 작품                                 |
| ------ | ------------------------------------- | ----------------------------------------------- | ------------------------------------ |
| 2000년 | 제25회 호리프로 탤런트 스카웃 캐러밴  | 심사위원 특별상                                 | 빈칸                                 |
| 2004년 | 제42회 골든 애로상                    | 신인상                                          | 세상의 중심에서 사랑을 외치다        |
| 2004년 | 제42회 더 텔레비전 드라마 아카데미상  | 여우조연상                                      | 세상의 중심에서 사랑을 외치다        |
| 2006년 | 제31회 엘란도르상                     | 신인상                                          | 사토미팔견전, 백야행, 단 하나의 사랑 |
| 2006년 | 제48회 더 텔레비전 드라마 아카데미상  | 여우조연상                                      | 백야행                               |
| 2007년 | VOGUE Japan Women of the Year 2007    | 올해의 여성부문                                 | 빈칸                                 |
| 2008년 | 제32회 야마지 후미코 영화상           | 신인 여자배우상                                 | 싸이보그 그녀, ICHI, 해피 플라이트   |
| 2008년 | 제21회 닛칸스포츠 영화 대상           | 여우주연상                                      | 싸이보그 그녀, ICHI, 해피 플라이트   |
| 2009년 | 제52회 블루리본상                     | 여우주연상                                      | 가슴 배구단                          |
| 2009년 | 제33회 일본 아카데미상                | 우수 여우주연상                                 | 가슴 배구단                          |
| 2009년 | 제33회 일본 아카데미상                | 화제상(배우부문)                                | 가슴 배구단                          |
| 2009년 | 제18회 하시다상                       | 신인상                                          | JIN-진-                              |
| 2009년 | 제63회 더 텔레비전 드라마 아카데미상  | 여우조연상                                      | JIN-진-                              |
| 2010년 | 제66회 더 텔레비전 드라마 아카데미상  | 여우주연상                                      | 호타루의 빛                          |
| 2011년 | 제69회 더 텔레비전 드라마 아카데미상  | 여우조연상                                      | JIN-진- 시즌 2                       |
| 2011년 | 제15회 닛칸스포츠 드라마 그랑프리     | 여우조연상                                      | JIN-진- 시즌 2                       |
| 2014년 | 제83회 더 텔레비전 드라마 아카데미상  | 여우주연상                                      | 오늘 회사 쉬겠습니다                 |
| 2014년 | 제18회 닛칸스포츠 드라마 그랑프리     | 여우주연상                                      | 오늘 회사 쉬겠습니다                 |
| 2015년 | 제7회 TAMA 영화상                     | 여우주연상                                      | 바닷마을 diary                       |
| 2015년 | 제37회 요코하마 영화제                | 여우주연상                                      | 바닷마을 diary                       |
| 2015년 | 제28회 닛칸스포츠 영화 대상           | 여우주연상                                      | 바닷마을 diary                       |
| 2015년 | 제70회 마이니치 영화 콩쿠르           | 여우주연상                                      | 바닷마을 diary                       |
| 2015년 | 제25회 도쿄 스포츠 영화 대상          | 여우주연상                                      | 바닷마을 diary                       |
| 2015년 | 제39회 일본 아카데미상                | 우수 여우주연상                                 | 바닷마을 diary                       |
| 2015년 | 제5회 재팬 액션 어워드                | 베스트 액션 여배우부문 최우수상                 | 정령의 수호자                        |
| 2017년 | 제95회 더 텔레비전 드라마 아카데미상  | 여우주연상                                      | 부인은, 취급주의                     |
| 2017년 | 제10회 컨피던스 어워드 드라마상       | 여우주연상                                      | 부인은, 취급주의                     |
| 2017년 | 제6회 재팬 액션 어워드                | 베스트 액션 여배우부문 최우수상                 | 정령의 수호자 시즌 2                 |
| 2018년 | 제22회 닛칸스포츠 드라마 그랑프리     | 여우주연상                                      | 의붓 엄마와 딸의 블루스              |
| 2018년 | 제8회 재팬 액션 어워드                | 베스트 액션 여배우부문 최우수상                 | 정령의 수호자 시즌 3                 |
| 2018년 | BEST COSMETICS AWARD 2018             | VoCE가 선택한 〈2018년 가장 아름다운 얼굴부문〉 | 빈칸                                 |
| 2019년 | VOGUE Japan Women of the Year 2019    | VOGUE JAPAN WOMEN OF OUR TIME                   | 빈칸                                 |
| 2021년 | 제24회 닛칸스포츠 드라마 그랑프리     | 여우주연상                                      | 천국과 지옥~사이코 두 사람~          |
| 2021년 | 제107회 더 텔레비전 드라마 아카데미상 | 여우주연상                                      | 천국과 지옥~사이코 두 사람~          |
| 2021년 | 도쿄드라마 어워드 2021                | 여우주연상                                      | 천국과 지옥~사이코 두 사람~          |
| 2022년 | 2022 미적 그랜드 베스트 뷰티 우먼     | Midea 베스트 뷰티 우먼                          | 빈칸                                 |

### 내용주
1. ↑  인터뷰 「일요일의 히로인」 아야세 하루카 (닛칸스포츠)
2. ↑  TBS 계열 《하나마루마켓》 2004년 7월 30일 방송
3. ↑  NHK 《아사이치》 2012년 5월 25일 방송
4. ↑  잡지 〈MORE〉 12월호 인터뷰
5. ↑  TBS 계열 《비밀의 아라시짱》 2012년 12월 6일 방송
6. ↑  잡지 〈CIRCUS〉 2008년 12월호 인터뷰
7. ↑  2016년 3월 19일 ~ 4월 9일(시즌 1), 2017년 1월 21일 ~ 3월 25일(시즌 2), 2017년 11월 25일 ~ 2018년 1월 27일(시즌 3)로 방송 되었다.
8. ↑  개봉일 기준은 일본에서의 개봉일이다.
9. ↑  타마키 히로시와 공동 주연
10. ↑  코이데 케이스케와 공동 주연
11. ↑  사토 타케루와 공동 주연
12. ↑  츠츠미 신이치와 공동 주연
13. ↑  사카구치 켄타로와 공동 주연
14. ↑  개봉·방송일자 기준은 일본에서의 공개일이다.

### 참조주
1. ↑  “아야세 하루카 「세계 평화」의 꿈을 담은 「할머니와의 약속」”. 《여성자신》. 코분샤. 2018년 2월 15일. 2020년 3월 8일에 확인함.
2. ↑  “자신이 없어도 「요이, 응」에서 달리기 후 전력으로 - 아야세 하루카 전하는·여배우 「계속 되는 방법」”. 《리쿠나비 NEXT 저널》. 채용 경력. 2018년 7월 9일. 2020년 3월 8일에 확인함.
3. ↑  “홍백 사회는 아야세 하루카와 사쿠라이 쇼 종합은 우치무라 테루요시”. 닛칸스포츠. 2019년 10월 18일. 2020년 3월 8일에 확인함.
4. 1 2 3  “아야세 하루카(綾瀬 はるか)”. 탤런트 데이터 뱅크. 2020년 3월 23일에 원본 문서에서 보존된 문서. 2020년 3월 8일에 확인함.
5. ↑  “레코드 대상에서 츠치야 타오가 사회에. 그럼 역대 여성 사회자는?”. QUIZ JAPAN. 2018년 12월 9일. 2020년 3월 8일에 확인함.
6. ↑  “아야세 하루카 첫 싱글 『피리어드』에 코바야시 타케시, 모치다 카오리 (Every Little Thing) 참여”. 《bounce》. 타워레코드. 2020년 3월 23일에 원본 문서에서 보존된 문서. 2020년 3월 8일에 확인함.
7. ↑  “천연이지만 스포츠 만능! 호감도 No.1 성인 귀여운 30대 여배우 아야세 하루카의 추천 영화 6선!”. 《가제트 통신》. 도쿄 산업 신문사. 2019년 6월 15일. 2020년 3월 23일에 원본 문서에서 보존된 문서. 2020년 3월 8일에 확인함.
8. ↑  “2016년 연인으로 삼고 싶은 여성 유명인 랭킹”. 《ORICON NEWS》 (oricon ME). 2016년 3월 14일. 2018년 4월 16일에 확인함.
9. ↑  “아야세 하루카 대하 드라마 주연! 에도 막부 말기의 잔다르크”. 데일리 스포츠. 2011년 6월 26일에 원본 문서에서 보존된 문서. 2011년 7월 12일에 확인함.
10. ↑  “아야세 하루카, 4년만 「홍백」홍팀 사회로 「가게무샤처럼 열심히」”. 《ORICON NEWS》. 오리콘. 2019년 10월 28일. 2020년 3월 8일에 확인함.
11. ↑  “고레에다 감독 「바닷마을 diary」 칸 출품, 4작품의 영화제 참가”. Sponichi Annex. 2015년 4월 17일. 2015년 4월 17일에 확인함.
12. ↑  “아야세 하루카·나가사와 마사미·카호·히로세 스즈, 칸에서 아름다움의 경연! 레드 카펫을 장식! [제68회 칸 영화제]”. 시네마 투데이. 2015년 5월 15일. 2015년 5월 15일에 확인함.
13. ↑  “정령의 수호자 : 원작자가 말하는 “대하 판타지”　 아야세 하루카는 「읽을  수 없는 배우」”. MANTAN WEB. 2016년 3월 19일. 2020년 3월 8일에 확인함.
14. ↑  “아야세 하루카 NHK 새 드라마 「정령의 수호자」 난투 장면에서 자랑의 몸이 ...”. 《아사 연예 플러스》. 토쿠마 서점. 2016년 3월 12일. 2020년 3월 8일에 확인함.
15. ↑  “아야세 하루카, 여자 경호원을 3년 연기 「성격이 강하고 씩씩하게 되었습니다!」”. 《마이 나비 뉴스》. 마이 나비. 2017년 11월 13일. 2020년 3월 8일에 확인함.
16. 1 2  “아야세 하루카, 코로나 감염 26일 양성, 자택 요양도 폐렴의 증상으로 입원”. 《닛칸스포츠》 (닛칸스포츠 신문사). 2021년 8월 31일. 2021년 8월 31일에 확인함.
17. ↑  “보관된 사본”. 2021년 9월 28일에 원본 문서에서 보존된 문서. 2021년 9월 28일에 확인함.
18. ↑  “아야세 하루카 연예계 진출의 계기는 「동아리을 쉴 구실」이었다”. 《s-woman.net》. 슈에이샤. 2010년 12월 11일. 2013년 5월 23일에 확인함.
19. ↑  “아야세 하루카”. 《SANSPO.COM》. 산케이 신문사. 2001년 2월 28일. 2001년 3월 11일에 원본 문서에서 보존된 문서. 2016년 1월 27일에 확인함.
20. ↑  후지 TV 《5LDK》 2008년 11월 1일 방송
21. ↑  “어떻게 봐도 천연 아야세 하루카가 「나는 천연이 아니다」라고 반박”. 《MORE》. 2011년 11월 1일. 2009년 11월 5일에 원본 문서에서 보존된 문서. 2013년 1월 16일에 확인함.
22. ↑  “[홍백] 이놋치는 구세주인가? 참가자 발표 회견에서 “신대응” 작렬”. 《ORICON NEWS》 (oricon ME). 2015년 11월 27일. 2018년 4월 16일에 확인함.
23. ↑  아야세 하루카 (2009년 5월 5일). 《무서운 그녀, 외유 내강 그녀》. (인터뷰).  “cine21”. 한겨례 신문사. 2013년 5월 23일에 확인함.
24. 1 2  TBS 계열 《쿠메삐뽀! 절대 상대 1001명》 2009년 5월 20일 방송
25. ↑  후지TV 「5LDK」 2011년 5월 26일 방송분.
26. ↑  “나가사와 마사미, 아야세 하루카와의 교류를 말하는 의외의 명칭은?”. 《모델프레스》. 2015년 2월 23일. 2015년 4월 2일에 원본 문서에서 보존된 문서. 2015년 3월 25일에 확인함.
27. ↑  “나카타니 미키, 아야세 하루카와의 교우 관계 밝힌다 「캬캬하게 놀고 있다」”. 《모델 프레스》 (인터넷 네이티브). 2015년 1월 30일. 2018년 4월 16일에 확인함.
28. ↑  “【홍백가합전 라이브】(7) 이를 악문 아야세 하루카도 눈물 「꽃은 핀다」로 장내 감동”. 산케이 뉴스. 2021년 5월 8일에 원본 문서에서 보존된 문서. 2021/03/04에 확인함.
29. ↑  https://www.dailyshincho.jp/article/2020/08091655/?all=1&page=2
30. ↑  https://www.news-postseven.com/archives/20210916_1692015.html?DETAIL
31. ↑  https://www.news-postseven.com/archives/20210917_1692035.html?DETAIL
32. ↑  https://www.news-postseven.com/archives/20210917_1692135.html?DETAIL
33. ↑  https://www.news-postseven.com/archives/20210807_1681024.html?DETAIL
34. ↑  https://www.news-postseven.com/archives/20210917_1692035.html/2
35. ↑  “아야세 하루카 여름의 추억은 유카타보다 음식! ? 「빙수도 솜사탕도 ...」”. 《데일리 스포츠 online》 (주식회사 데일리 스포츠). 2017년 7월 20일. 2017년 7월 20일에 확인함.
36. ↑  “아야세 하루카, 간첩 혐의로 체포!”. 산케이 뉴스. 2009년 2월 4일에 원본 문서에서 보존된 문서. 2013년 1월 16일에 확인함.
37. ↑  “「싸이보그 그녀」 아야세 하루카 단독 인터뷰”. goo 영화. 2008년 5월 30일에 원본 문서에서 보존된 문서. 2013년 1월 16일에 확인함.
38. ↑  “아야세 하루카, 이승기가 함께하고픈 여배우”. 시티신문.[깨진 링크(과거 내용 찾기)]
39. ↑  “spot : 엽기적인 그녀, 외유내강 그녀 <싸이보그 그녀> 배우 아야세 하루카”. 씨네21.[깨진 링크(과거 내용 찾기)]
40. ↑  “아야세 하루카의 「후쿠시마에 사랑을」”. 일본방송협회. 2020년 11월 29일에 원본 문서에서 보존된 문서. 2014년 5월 2일에 확인함.
41. ↑  아야세 하루카 「소점」에서 만담 첫 도전 연습 하루의 피로에 황송 「변변치 않은 것이지만...」 ORICON NEWS 2019년 12월 27일 2021년 1월 1일에 확인.
42. ↑  「소점」 설날 SP에서 히로시 & 죠시마 시게루, 네즈치 & 산유우테이 엔라쿠 합작 연예 코믹 나탈리 2020년 12월 31일 2021년 1월 1일에 확인.